# Irena Byrska

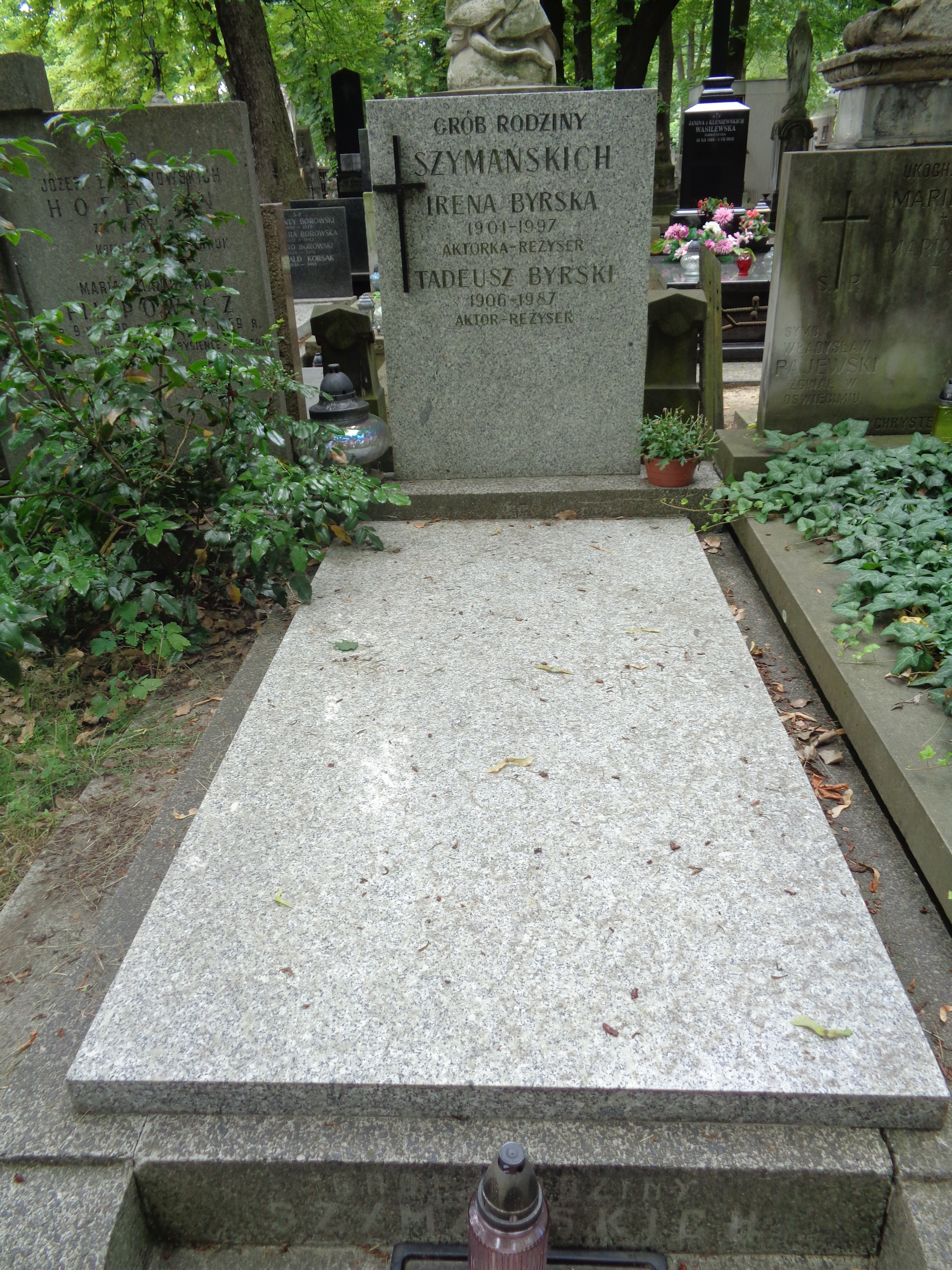
Grób Ireny Byrskiej na cmentarzu Powązkowskim w Warszawie

Irena Byrska (ur. 9 października 1901 w Warszawie, zm. 28 stycznia 1997 w Skolimowie) – polska aktorka, reżyser, dyrektor teatrów, pedagog.

## Życiorys
Urodziła się jako córka Jana Szymańskiego. W czasie I wojny światowej będąc członkinią ruchu harcerskiego brała udział w opatrywaniu rannych. W 1918 po ukończeniu pensji Jadwigi Sikorskiej i zdaniu matury rozpoczęła studia w Wyższej Szkole Ogrodniczej w Warszawie, uzyskując absolutorium w 1921. Ukończyła kurs pedagogiczny i podjęła pracę jako nauczycielka przyrody w szkołach prywatnych. Równocześnie kształciła się w Oddziale Dramatycznym przy Państwowym Konserwatorium Muzycznym w Warszawie, gdzie w 1927 uzyskała dyplom z wyróżnieniem. W latach 1927–1929 była aktorką w Placówce Żywego Słowa (Teatrze Ateneum) w Warszawie. W 1929 zadebiutowała jako reżyser inscenizując W noc lipcową Bolesława Gorczyńskiego. W latach 1929–1930 była aktorką Teatru Polskiego w Rydze, gdzie prowadziła także zespół pieśni i tańca łotewskiej Polonii. Następnie zorganizowała Teatr Szkolny na terenie województwa poznańskiego. W latach 1933–1935 związana była z Teatrem Reduta. W latach 1933–1937 prowadziła wspólnie z Mieczysławem Szpakiewiczem Studium Dramatyczne przy Teatrze na Pohulance w Wilnie oraz współpracowała także, jako aktorka i reżyser, z rozgłośnią Polskiego Radia i prowadziła zajęcia z kultury żywego słowa w jednej ze szkół średnich. W 1937 wróciła do Warszawy. Do 1939 współpracowała z warszawską rozgłośnią Polskiego Radia jako aktorka i reżyser.
W czasie II wojny światowej prowadziła tajne zajęcia teatralne (Teatr Wyobraźni) i pomagała więźniom Pawiaka.
Po wojnie przez dwa lata wraz z mężem Tadeuszem Byrskim prowadzili Dom Dziecka w Sierakówku pod Kutnem. Od 1949 w Opolu pracowała jako reżyser, aktorka i organizatorka wieczorów poetyckich. Następnie zaczęła współpracę, jako wykładowca (zajęcia z wiersza), z warszawską Szkołą Teatralną z siedzibą w Łodzi. W latach 1951–1952 z mężem objęła wspólnie kierownictwo artystyczne toruńskiego Teatru Ziemi Pomorskiej oraz reżyserowała sztuki. W latach 1952–1959 reżyserowała, a także od 1 października do 31 grudnia 1958 pełniła funkcję kierownika artystycznego Teatru im. Stefana Żeromskiego w Kielcach. Od 13 lipca 1955 do 31 grudnia 1958 kierowała utworzonym przy tym teatrze Studium Teatralnym. W 1959 przeniosła się do Poznania. Na początku lat 60. zainicjowała w TVP cykl widowisk dla szkół. W latach 1962–1966 była dyrektorem naczelnym i artystycznym Teatru im. Juliusza Osterwy w Gorzowie Wielkopolskim. W 1967 przeszła na emeryturę, ale jeszcze do 1987 reżyserowała w wielu teatrach w Polsce.
Współpracowała jako reżyser ze scenami w Łodzi, Wałbrzychu, Nowej Hucie, Opolu, Gdyni, Gdańsku, Kielcach i Poznaniu. Jako pedagog pracowała w warszawskim Teatrze Guliwer.
W grudniu 1975 roku była sygnatariuszką Listu 59. 23 sierpnia 1980 dołączyła do apelu 64 uczonych, pisarzy i publicystów do władz komunistycznych o podjęcie dialogu ze strajkującymi robotnikami. Była współzałożycielką aktorskiej Solidarności na Wybrzeżu. Była także członkiem Komisji Kultury przy NSZZ Solidarność Regionu Mazowsze. Podczas stanu wojennego towarzyszyła wielu działaniom ludzi pracujących w podziemiu.
Wystąpiła m.in. w Człowieku z żelaza Andrzeja Wajdy oraz w Przypadku Krzysztofa Kieślowskiego.
Była żoną Tadeusza Byrskiego, matką Agnieszki Byrskiej, aktorki, Marii Krzysztofa Byrskiego, indologa, oraz Katarzyny.
Zmarła w Skolimowie, pochowana w grobie rodzinnym na cmentarzu Powązkowskim w Warszawie (kwatera 163-3-33).

## Ordery i odznaczenia
- Krzyż Komandorski Orderu Odrodzenia Polski (1993)[2]
- Złoty Krzyż Zasługi (19 lipca 1955)[1]

## Nagrody
- Wyróżnienie zespołowe (z mężem Tadeuszem) przyznane przez Podkomitet Literatury i Sztuki Nagrody Państwowej za działalność artystyczną w teatrach Kielce - Radom (1955)[7]
- nagroda na III Wrocławskim Festiwalu Teatralnym za reżyserię przedstawień: Mazepa Juliusza Słowackiego i Uciekła mi przepióreczka Stefana Żeromskiego w Teatrze im. Juliusza Osterwy w Gorzowie Wielkopolskim (1962)
- Nagroda Prezydium Wojewódzkiej Rady Narodowej w Zielonej Górze (1966)
- „Srebrna Maska” Teatru im. Stefana Żeromskiego w Kielcach z okazji 50-lecia sceny (1995)

Źródło:.